# الدوري الفرنسي لكرة اليد للسيدات
الدوري الفرنسي لكرة اليد للسيدات هو دوري لأندية كرة اليد للسيدات في فرنسا. يتم تنظيمه من قبل الاتحاد الفرنسي لكرة اليد. تأسس في سنة 1952. يشارك فيه 10 فرق.

## وصلات خارجية
- الموقع الرسمي